# 死点
死点（してん、dead center）とは、クランク機構で回転力が発生しない地点を示し、最も高い位置を上死点(じょうしてん、top dead center/TDC)、最も低い位置を下死点(かしてん、bottom dead center/BDC)と呼ぶ。
死点という用語は様々なクランクを用いる機器、例えば人力で動く一輪車、自転車、三輪車、蒸気機関を用いる機関車でも、「回転力が発生しない点」を示す意味で用いられる。クランクを持つ機器はこの回転力が発生しなくなる死点に打ち勝つために、フライホイールの慣性力を用いるか、マルチシリンダーエンジンのようにクランクに上下運動を伝える動力を複数設けて各動力の死点の位相を相互にずらす設計を用いて、死点によって回転力が停止する事態が起こらないようにしている。
足踏みミシンや自転車のクランクには、12時方向と6時方向の2カ所の死点が存在する。足踏みミシンの場合は、手でフライホイールを回して死点から動作を始めることができる。自転車の乗り手は両足を用いて交互に12時方向の死点に達したペダルを踏み続けることで、クランクの回転力を維持する必要がある。フリーホイールのない自転車の場合には、自転車に勢いさえ付いていれば乗り手がペダルを踏まなくてもクランクは回転し続けるが、死点で止まった状態からは、正しい回転方向へ力を掛ける必要がある。

## 内燃機関
レシプロエンジンのシリンダー内（内燃室内）でのピストンの位置を示す技術用語。
ピストンがクランクシャフトの中心から最も遠くなる位置を上死点、最も近くなる位置を下死点と呼ぶ。
内燃機関における上死点は、エンジンの様々なタイミング測定のための重要な基準点となる。
主に点火時期やバルブタイミングなどにこの上死点を0度とした基準を用いて、
- 上死点前(Before Top Dead Center/BTDC)何度、
- 上死点後(After Top Dead Center/ATDC)何度、

といった使われ方によって動作タイミングが指定されている。
なお、下死点を基準とする場合には、
- 下死点前(Before Bottom Dead Center/BBDC)何度、
- 下死点後(After Bottom Dead Center/ABDC)何度、

という表記が行われる。
例えば、点火時期の場合には理想的な燃焼のためには上死点後（ATDC）での点火が望ましい。だが、スパークの発生から混合気への火炎伝播にはわずかにタイムラグが生じる為に、一般的な点火装置では上死点前（BTDC）にてスパークを行うように点火時期が決定されている。
原理的に着火遅れが避けられないディーゼルエンジンも同様に上死点前から燃料噴射を行うと効率が高まるが、一度に全量を噴射すると燃焼室内の温度と圧力の急上昇によって窒素酸化物と騒音の発生も増すため、排出ガス規制や騒音規制の強化に伴って上死点後からの噴射が主流となり、最新のコモンレール方式では上死点を挟んだ多段噴射へと変わっている。
多くの火花点火式エンジンではクランクシャフトプーリーかフライホイールなどに第一気筒の上死点がマーキングされている。これによってバルブのタペット調整（隙間調整）やカムシャフトの組み付けなどの際に、クランクシャフトの位置出しを行うことができる。そして上死点マークの周辺には多くの場合、エンジン設計者が指定した点火時期を示すマークが併記されており、整備士はタイミングライトを用いてこのタイミングマークを照合しながらディストリビューターやカムポジションセンサーを動かして、点火時期の微調整を行うことになる。
マルチシリンダーエンジン（多気筒エンジン）の場合は、各気筒ごとに死点が存在するため、各々のピストンを連結するクランクシャフトの角度の設定や気筒の傾斜により、クランク軸から見た上死点位置は複数存在することになる。上死点が複数気筒で重なり合う場合もあり、4ストローク機関では、設計により複数気筒が同時に点火される場合と、点火（ディーゼル機関においては燃料噴射）される気筒と排気行程から吸気行程へ移る気筒とが存在する場合がある。2ストローク機関において上死点は、すべて点火爆発の時期である。また振動対策のため複数シリンダーを持つエンジンのクランク軸は全体として回転軸に対して対象になるようクランクを配する例がほとんどだが、二輪車向けのエンジンでは一部例外もある。
4ストローク機関の点火時期は1サイクルである720度を気筒ごとに等間隔で割り振る例が多いが、設計上の都合や、二輪車におけるドライバビリティーの向上を目的として、あえて点火時期を不等間隔にする、つまりクランクの上死点位置を等間隔に並べない設計が、しばしば見られる。
- クランクピンを共有するV型エンジンの場合は第一気筒の上死点からバンク角進んだ（または遅れた）位置で第二気筒の上死点が出現する。ただしクランクピンを共有せず位相をずらしたクランクを採用する場合はこの限りではない。
- 直列2気筒エンジンの場合、2ストローク機関と4ストローク機関とで、クランクの位相の設計は違ったものになる。
  - 2ストローク機関は等爆となる180度クランクシャフトを持つ場合がほとんどである。
  - 4ストローク機関の場合は、360度[注 2]、180度、270度の3パターンの設計があり、二輪車の乗り味に応じ使い分けられる。

- 水平対向エンジンは向かい合う両シリンダが同位相で回るため、ペアとなる気筒の上死点位相は同じである。
- 直列4気筒エンジンの場合は、回転バランスと爆発タイミングを等爆にするため、1番と4番および2番と3番のクランク位相を同相とし、4ストローク機関では各気筒を180度間隔で等爆にする設計がほとんどである。例外的に2009年式ヤマハ・YZF-R1ではレーシング仕様車のYZR-M1で用いたクロスプレーンクランクシャフトを用いて、不等間隔爆発とし、ドライバビリティーを向上させている。
- 直列3気筒エンジンは各クランクの位相を120度とする構成が一般的である。
- 直列6気筒エンジンは直列3気筒エンジンを対象に連結した構造であり、点火時期は直列3気筒の半分の120度間隔の等爆となり回転バランスが最も良い。
- 120度バンク角を持つV型6気筒エンジンはクランクピンを共有すると120度間隔で等爆にできる。また60度バンク角のV型6気筒では60度の位相を持たせたオフセットクランクを用いて120度バンク角のV型6気筒エンジンと同様の等爆エンジンにすると、一次振動・二次振動ともバランスし、偶力の軌跡も真円を描くため採用例も多い。一方で90度バンク角を持つV型6気筒エンジンではクランクピンの共有をする設計が多いが、これは不等間隔爆発であっても多気筒エンジンのため問題にならず、かつエンジン高さが低く振動特性に優れ、90度バンク角が一般的なV型8気筒エンジンと生産設備を共用できるメリットがあるためである。
- 直列5気筒エンジンはクランク位相を72度ごとに並べる必要があったため製作は困難であったが、直列6気筒よりも全長が短く取れることからあえて採用する例もあった。これはV型10気筒エンジンでも同じである。
- 星型エンジンではマスターロッドに結び付けられた気筒を除き、残りの気筒は放射状に並んだ気筒の角度よりクランク角がごくわずかずれた位置で上死点に来る。これはマスターロッドの大端部に取り付くサブロッドの取り付け穴の軌跡が楕円になるためストローク長、死点位置、死点タイミングともに狂うことにより起きる。このためエンジン性能に大きく影響が出る上死点高さはサブロッドの大端部取り付け穴の位置で調整し、点火時期はその狂いに合わせて不等間隔にカム山を並べることで解消している。したがって星型エンジンは等爆エンジンではない。

ロータリーエンジンの場合には上死点とは内燃室の容積が最小になるポイントを表し、一つのローターが1回転する間に3回の上死点が発生する。マルチローターエンジンの場合には各ローターの上死点はそれぞれ位相がずらされている。
また、レシプロエンジンにおいては上死点と下死点の間の移動距離はストロークとして表され、この数値にシリンダーの内径(ボア)の数値を掛け合わせる事で、そのシリンダーの排気量を算出する事が出来る。

## 蒸気機関
レシプロ式の蒸気機関においても、蒸気機関車や蒸気船など往復運動をクランクにより回転運動に変換して利用する場合、上死点と下死点が存在する。フライホイールを利用して滑らかに死点を通過できるようにしているが、死点で止まってしまった場合再起動が不可能になるので、通常は複数の気筒に位相差を設けて回転軸を接続することでこれを避けている。例えば2気筒式の蒸気機関車の場合、左右の気筒で位相が90度ずれており、どちらかの気筒が死点にあるときにもう一方の気筒が最大の力を発揮できる位置にある。3気筒式の場合は120度ずつずれていて、より滑らかに回転できる。